# 巴拉克普尔
巴拉克普尔（Barrackpur），是印度西孟加拉邦North Twentyfour Parganas县的一个城镇。总人口144331（2001年）。

## 人口
该地2001年总人口144331人，其中男性76268人，女性68063人；0—6岁人口11553人，其中男5969人，女5584人；识字率80.51%，其中男性为84.26%，女性为76.30%。